# Al-Hasaka
Al-Hasaka, talvolta Hassaké (in arabo الحسكة‎?; in curdo Hesîçe‎; in siriaco ܚܣܝܟܐ, Hasake), è una città della Siria, capoluogo del Governatorato di Al-Hasaka e sede dell'arcieparchia di Hassaké-Nisibi.